# بوشنوية كوستاريكية
بوشنوية كوستاريكية (الاسم العلمي:Buchenavia costaricensis) هي نوع من النباتات يتبع جنس البوشنوية من الفصيلة القمبريطية.